# Unité d'habitation de Berlin
L'Unité d'habitation de Berlin appelée aussi Corbusierhaus ou Wohnmaschine (litt. « machine à habiter ») est une unité d'habitation construite suivant les plans de l'architecte franco-suisse Le Corbusier en 1957 dans le quartier de Westend à Berlin. La construction n'a pas totalement respecté les plans prévus et le bâtiment a été renié par l'architecte. Elle est pourtant classée monument historique depuis 1993.

## Projet
En 1957 est programmé une grande exposition d'architecture moderne appelée "Interbau 1957" prévue à la fois comme moyen de reconstruire le quartier Hansaviertel mais aussi comme vitrine pour la ville de Berlin-Ouest. Le sénateur Schwedler à l'origine du projet fait appel à des architectes célèbres comme Walter Gropius, Alvar Aalto, Max Taut, Hans Scharoun, Oscar Niemeyer, Pierre Vago et à Le Corbusier. Celui-ci propose alors le projet le plus ambitieux sous la forme d'une unité d'habitation sur le modèle de celles déjà réalisées à Marseille et Rezé. 
Ce projet est tellement grand qu'il doit être déplacé à l'extérieur du quartier prévu pour être construit à proximité de l'Olympiastadion au Nord-Ouest de la ville. Le projet prévoit 530 logements de grande taille, suivant les normes du Modulor et possédant une double orientation. Une rue commerciale est intégrée au 7e étage et des équipements sont prévus sur le toit. Le parking est prévu en souterrain.

## Construction: altération du projet corbuséen

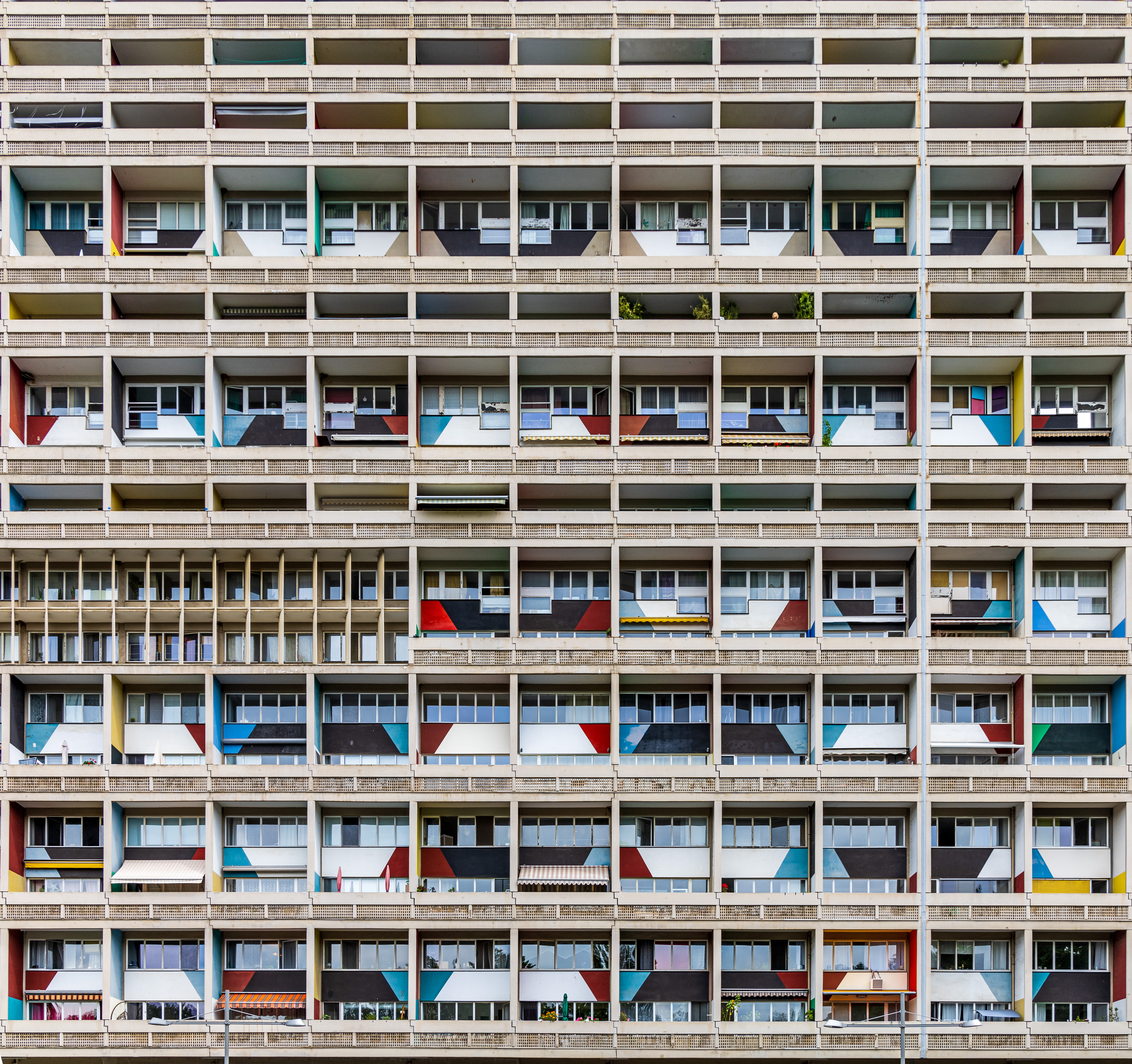
Vue de la façade du bâtiment

Le projet rencontre une opposition de la part de la population locale et de la municipalité de Berlin. L'exécution du projet n'est pas confiée au cabinet de Le Corbusier, mais à un architecte allemand qui va effectuer plusieurs modifications par rapport aux plans de l'architecte suisse : 557 logements sont finalement construits : 212 une pièce, 253 deux pièces, 88 trois pièces, 4 quatre pièces et 1 cinq pièces. Les logements pour célibataires sont privilégiés, alors que Le Corbusier veut faire des unités d'habitation des "paradis pour les familles". La rue commerciale est abandonnée pour un simple bureau de poste au rez-de-chaussée. Aucun des aménagements prévus sur le toit n'est réalisé. Par contre, une auberge de jeunesse est aménagée. Le parking est simplement installé entre les pilotis. Les célèbres brise-soleil sur la façade des autres unités d'habitation ne sont pas présents, et la forme prévue des fenêtres ne se retrouve qu'à partir du 7e étage. Même le béton brut prévu est recouvert de peinture. Face à ces modifications, Le Corbusier va jusqu'à renier la paternité du bâtiment. 
La construction commence le 10 janvier 1957 et s'achève le 6 décembre de la même année. Les logements sont mis en location en 1958. L'ensemble mesure 157 m de long pour 23 m de large et 53 m de haut.

## Réception du bâtiment et son évolution
Le bâtiment rencontre un grand succès parmi les visiteurs de l'exposition Interbau 57. C'est le plus grand et le mieux équipé de l'exposition. En 1979, le bâtiment est transformé en copropriété, comme à Marseille. Celle-ci entraine un changement sociologique des habitants et ceux-ci engagent en 1986 une réhabilitation totale du bâtiment respectant les preceptes corbuséens. Il est classé au Denkmalschutz en 1993.